# 割
图论中，割（cut）是将图的顶点分为两不交子集的划分。割确定了割集，是两端分别在两子集中的边集，称这些边跨过（cross）了割。连通图中，割集唯一确定一个割，识别割有时是通过割集，而非顶点划分。
网络流中，s–t割指使得源与汇不在同一子集的割，其割集只含源一侧到汇一侧的边。s-t割的容量（capacity）定义为割集中所有边的容量和。

## 定义
割{\displaystyle C=(S,\ T)}是将图{\displaystyle G=(V,\ E)}的顶点V分为两子集S、T的划分。
割{\displaystyle C=(S,\ T)}的割集是一端点位于S、另一端点位于T的边的集合{\displaystyle \{(u,\ v)\in E|u\in S,\ v\in T\}}。
令s、t是图G的两顶点，则s–t割是使得s属于S、t属于T的割。
在无权无向图中，割的大小（size）或权（weight）是跨过割的边数。加权图中，割的值（value）或权（weight）是跨过割的边的权重之和。
键（bond）是真子集中没有其他割集的割集。

## 最小割

一个最小割。

最小割的大小或权不大于其他割。右图展示了最小割，其大小为2，且没有大小为1的割，因为这张图没有桥。
最大流最小割定理指出，最大网络流等于分割了源汇的最小割的割边权重之和。有一些多项式时间方法可以解决最小割问题，最知名的是埃德蒙兹-卡普算法。

## 最大割

一个最大割。

最大割的大小或权不小于其他割。右图展示了最大割，其大小为5，且没有大小为6的割（即边的总数，写作{\displaystyle |E|}），因为这张图不是二分图（有奇环）。
一般来说，找最大割是很难计算的。
最大割问题是卡普的二十一个NP-完全问题之一，
也是APX问题之一，这是说除非P = NP，否则不会存在多项式时间复杂度的近似方法。
不过，可以用半正定规划，将其逼近到恒定的近似比。
注意从线性规划的意义上讲，最小割与最大割问题虽然可以通过改换目标函数的min、max使其变为另一个问题，但不是对偶的：最小割问题的对偶实际上是最大流问题。

## 最疏割
最疏割（sparsest cut）使跨过割的边数对割的较小一侧的顶点数之比最小，目标函数偏向稀疏（跨过割的边更少）与平衡（接近二分）。这是NP问题，已知的最佳近似算法是{\displaystyle O({\sqrt {\log n}})}近似，见Arora, Rao & Vazirani (2009)。

## 割空间
无向图的所有割的族（family）称作图的割空间（cut space），在算术模2的二元有限域上形成向量空间，以两割集的对称差为向量加法，是环空间的正交补。若给边赋予正权重，割空间的最小权基可由与图同顶点集的树描述，称作最小割树。树的边都关联于原图的键，两节点s、t之间的最小割也就是与树中s到t的路径相关联的键中权最小的键。